# Lingue celtiche insulari
Le lingue celtiche insulari sono le lingue celtiche parlate nelle isole dell'arcipelago britannico e sulla costa atlantica della Francia, nella regione storica della Bretagna.

## Distribuzione geografica
Le lingue celtiche insulari, che si contrappongono alle lingue celtiche continentali, sono attestate in Gran Bretagna, Irlanda, Isola di Man e sulla costa atlantica della Francia.
Complessivamente si stima che le lingue celtiche insulari siano parlate da circa 900 000 persone. La più diffusa è la lingua gallese, con 526 000 locutori censiti nel Regno Unito nel 2011. Segue la lingua bretone, che contava 206 000 locutori nel 2007. La lingua gaelica irlandese, o semplicemente lingua irlandese, è parlata da 106 210 persone, di cui 72 000 censite nel 2006 nella Repubblica d'Irlanda. Per la lingua gaelica scozzese si stimano 63 130 locutori. La lingua cornica e la lingua mannese, un tempo considerate estinte, al censimento del Regno Unito del 2011 risultavano essere la lingua principale, rispettivamente, di 557 e 33 persone.
La lingua gaelica iberno-scozzese era diffusa in Irlanda e Scozia, ma è ritenuta estinta dal XVIII secolo.

## Classificazione
Secondo Ethnologue, la classificazione delle lingue celtiche insulari è la seguente: 
- Lingue indoeuropee
  - Lingue celtiche
    - Lingue celtiche insulari   
      - Pittico
      - Lingue brittoniche
        - lingua bretone [codice ISO 639-3 bre]
        - lingua cornica [cor]
        - lingua gallese [cym]

      - Lingue goideliche o gaeliche:
        - lingua gaelica iberno-scozzese [ghc]
        - lingua gaelica irlandese [gle]
        - lingua gaelica scozzese [gla]
        - lingua mannese [glv]

## Sistema di scrittura
Per la scrittura si utilizza l'alfabeto latino.